# Cytaeis nuda
Cytaeis nuda är en nässeldjursart som beskrevs av Rees 1962. Cytaeis nuda ingår i släktet Cytaeis och familjen Cytaeididae. Inga underarter finns listade i Catalogue of Life.